# María Elena Carrera
María Elena Carrera Villavicencio (Santiago, 2 de enero de 1929) es una médica y política chilena, militante del Partido Socialista (PS).

## Biografía

### Familia
Es hija de Luis Carrera Smith (n. 1904 - f. 1979), quien se desempeñaba como funcionario del Ministerio de Obras Públicas (MOP) y de Inés Villavicencio Arancibia (n. 1904 - f. 1974). Proviene de una familia influyente en la historia de la patria, ya que es tataranieta del general José Miguel Carrera y sobrina-nieta del capitán Ignacio Carrera Pinto, héroe en el combate de La Concepción, en Perú, durante la Guerra del Pacífico. 

### Educación
Realizó sus estudios primarios en el Liceo de Niñas N.º 1 de Santiago y los secundarios en el Liceo de Niñas de Concepción y en el Liceo de Niñas de Osorno. Estudió medicina, primeramente, en la Universidad de Concepción (UdeC), y dos años después, en la Universidad de Chile, de donde se tituló de médica cirujana el 23 de noviembre de 1955, su memoria trató sobre Causas de prematuridad.

### Matrimonio e hijos
Estuvo casada con Salomón Corbalán (Senador del Partido Socialista por O'Higgins y Colchagua entre 1961-1969) con quien tuvo tres hijos: Patricio, Alejandra y Andrés Felipe.

## Carrera política

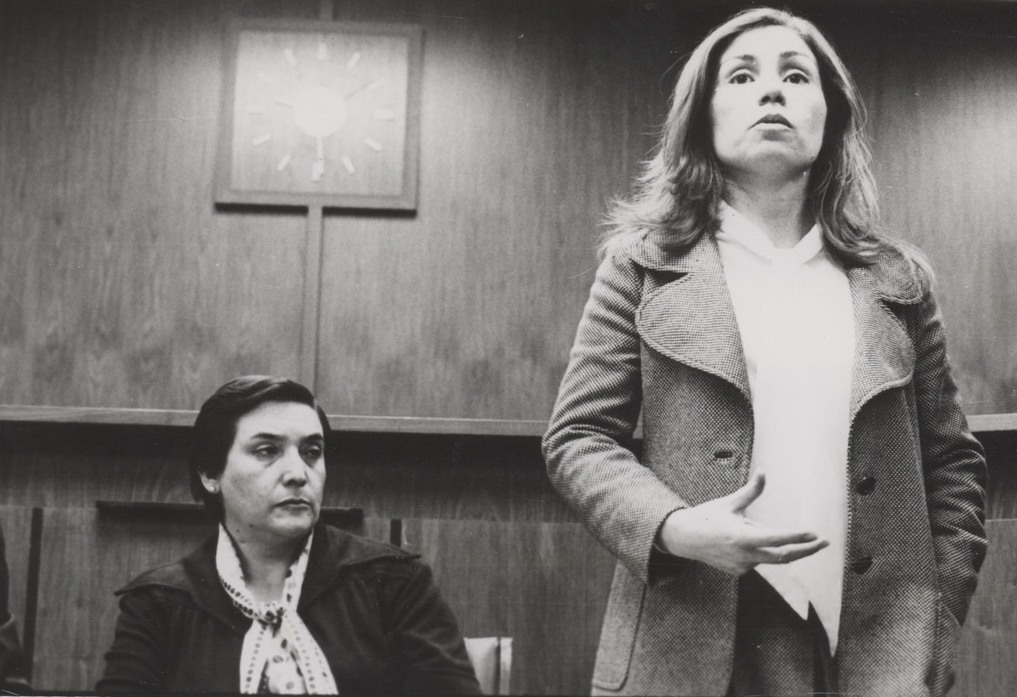
Carrera (a la izquierda) junto a Gladys Marín.

Inició su actividad política muy joven, en las universidades de Concepción y de Chile, como miembro de la Brigada Universitaria Socialista. 
En 1967 fue la candidata socialista para llenar el cupo dejado por el fallecimiento de su marido, por la senaduría de O'Higgins y Colchagua siendo electa para el período de 1967 a 1969. En 1969, fue reelegida senadora, con la primera mayoría (1969-1973). En 1972 fue nombrada presidenta del Frente Patriótico de Mujeres, organización femenina que apoyaba al gobierno de la Unidad Popular.
Su hermano el mayor de Ejército en retiro, Fernando José Carrera murió de un balazo en el cráneo durante el Paro de octubre de 1972. Después del Golpe de Estado en Chile de 1973, partió al exilio radicándose en Perú y después en Berlín (RDA), por 14 años. A pesar de estar en el exilio continuó sus actividades políticas siendo presidente de las mujeres chilenas en el exilio.
En 1988, regresó clandestinamente al país, y participó en la organización de las mujeres en torno a la Concertación de Partidos por la Democracia.
En 1989, fue candidata a senadora por Santiago Oriente, pero no logró ser elegida. A pesar de esto en 1994, se convirtió en senadora por esa zona, ocupando la vacante dejada por Eduardo Frei Ruiz-Tagle al ser electo presidente, para el periodo 1994-2000.

## Historial electoral

### Elecciones complementarias de 1967
En las elecciones complementarias, ganó el cupo vacante por la Agrupación Senatorial de O'Higgins y Colchagua.
| Candidato                         | Partido | Votos  | %     | Resultado |
| María Elena Carrera Villavicencio | PS      | 52 704 | 44,41 | Senadora  |
| Jaime Castillo Velasco            | PDC     | 39 441 | 33,23 |           |
| Víctor García Garzena             | PN      | 26 542 | 22,36 |           |

### Elecciones parlamentarias de 1969
- Elecciones parlamentarias de 1969, candidatos a senador Quinta Agrupación Provincial, O'Higgins y Colchagua, período 1969-1977.[4]

| Candidato                         | Partido | Votos  | %     | Resultado |
| --------------------------------- | ------- | ------ | ----- | --------- |
| Armando Jaramillo Lyon            | PN      | 12 479 | 10,2  |           |
| Víctor García Garzena             | PN      | 14 031 | 11,47 | Senador   |
| Carlos Rosales Gutiérrez          | PCCh    | 16 323 | 13,35 |           |
| Juan Reyes Reyes                  | USOPO   | 1383   | 1,13  |           |
| Hermes Ahumada Pacheco            | PR      | 8588   | 7,02  |           |
| Anselmo Sule Cándia               | PR      | 10 238 | 8,37  | Senador   |
| María Elena Carrera Villavicencio | PS      | 20 587 | 16,83 | Senadora  |
| Julio Stuardo González            | PS      | 1068   | 0,87  |           |
| Ricardo Valenzuela Sáez           | DC      | 16 817 | 13,75 | Senador   |
| José Isla Hevia                   | DC      | 12 151 | 9,93  | Senador   |
| Ernestina Zúñiga Verdugo          | DC      | 484    | 0,4   |           |
| Fernando Cancino Téllez           | DC      | 8162   | 6,67  |           |

### Elecciones parlamentarias de 1989
En las elecciones parlamentarias de Chile de 1989 postuló a senadora por Santiago Oriente, pero perdió. Sin embargo, ocupó el cargo como reemplazante de Eduardo Frei Ruiz-Tagle, que renunció al cargo para postular a la Presidencia de Chile.
| Candidato                         | Partido                        | Pacto | Votos   | %     | Resultado |
| --------------------------------- | ------------------------------ | ----- | ------- | ----- | --------- |
| Eduardo Frei Ruiz-Tagle           | Concertación por la Democracia | DC    | 608 559 | 42,60 | Senador   |
| Sebastián Piñera Echenique        | Democracia y Progreso          | ILB   | 325 238 | 22,77 | Senador   |
| María Elena Carrera Villavicencio | Concertación por la Democracia | ILA   | 221 080 | 15,48 |           |
| Hermógenes Pérez de Arce          | Democracia y Progreso          | ILB   | 208 292 | 14,58 |           |
| Sergio Vial Williams              | Liberal-Socialista Chileno     | ILE   | 42 633  | 2,98  |           |
| Carmen Sáenz Terpelle             | Partido Nacional               | ILF   | 22 810  | 1,60  |           |